# Portfel inwestycyjny
Portfel inwestycyjny (ang. portfolio investment) – zbiór finansowych (np. akcje, obligacje) i realnych (np. nieruchomości) aktywów inwestora, będących formą lokowania majątku w celu osiągnięcia określonych celów inwestycyjnych.
W skład portfela inwestycyjnego mogą wchodzić m.in.:
- akcje
- obligacje
- fundusze inwestycyjne
- fundusze indeksowe i ETF-y (fundusze giełdowe)
- nieruchomości
- surowce
- gotówka
- opcje i kontrakty terminowe

Dywersyfikacja portfela, to inwestycje w różne aktywa w celu zmniejszenia ryzyka inwestycyjnego. Portfel inwestycyjny, podobnie jak jego poszczególne składniki, może podlegać analizie statystycznej służącej m.in. ocenie jego ryzyka, oczekiwanej stopy zwrotu itp.